# 李文斌
李文斌（1973年2月16日—），臺灣政治人物，中國國民黨籍，生於苗栗縣，現任苗栗縣議會議長、議員，曾任多屆苗栗縣議會議員和第19屆副議長。

## 生平
李文斌年輕時從事汽車修護，後來在臺中市開修車廠，2002年時返回苗栗縣後龍鎮從政，並當選後龍鎮鎮民代表會代表以及副主席。後來參與並當選苗栗縣議會議員，並在原副議長鍾東錦成為議長後被選為新任副議長。2022年，李文斌為助選無黨籍苗栗縣縣長候選人鍾東錦，改為無政黨推薦參選議員並成功連任。同年12月25日在苗栗縣議會宣誓就職時，與張淑芬搭檔參選正副議長並成功當選。

## 外部連結
- 李文斌的Facebook專頁

| 議會席位      | 議會席位                                                 | 議會席位      |
| ------------- | -------------------------------------------------------- | ------------- |
| 苗栗縣議會    |                                                          |               |
| 前任： 鍾東錦 | 苗栗縣議會議長 第二十屆 2022年12月25日－                 | 現任          |
| 前任： 鍾東錦 | 苗栗縣議會副議長 第十九屆 2018年12月25日－2022年12月25日 | 繼任： 張淑芬 |